# Батальйон імені Спартака
Батальйон імені Спартака́ — військове формування більшовицьких повстанців, яке у 1919 році вело бої проти армії УНР, брало активну участь у становлення радянської влади на території сучасного Черкаського району та придушенні Григор'ївського повстання.
Влітку 1918 року Феофан Ільїн, уродженець села Яснозір'я, вів активну роботу по створенню більшовицьких революційних військових загонів на території сучасного Черкаського району. За підтримки Черкаського військово-революційного комітету ним були створені Мошенський, Шелепухівський та Яснозірський загони. Останнім він командував сам. У листопаді 1918 року ці загони займались підняттям повстання у низці навколишніх волостей, громили місцеві поміщицькі маєтки. На початку 1919 року ці загони були об'єднані в один під керівництвом Феофана Ільїна. Згодом об'єднаний загін прибув до Черкас і розташувався в районі сучасного перехрестя вулиць Новопречистенської та Гоголя.
Формування займалось потраплянням військовиків під прикриттям до полків армії УНР. Як результат, 25 січня 1919 року вони підняли повстання у Корсунському та Черкаському полках, після чого ці загони перейшли на бік більшовиків. Взагалі загін займався становленням радянської влади на території сучасного Черкаського району. Згодом, разом з Жаботинським загоном Кулаковського, загін Ільїна брав участь у боях проти військових загонів УНР під Смілою та на станції Бобринська. Після цих боїв два загони були об'єднанні в один — батальйон імені Спартака під керівництвом Ільїна. Він вів службу в Черкасах та околицях міста.
У лютому 1919 року батальйон придушив повстання у Ташлику та Златопіллі. Через успіхи вище керівництво поставило батальйону задачу із знешкодження військових загонів, які противились радянській владі, по усій Україні. Так, було створено спеціальну групу на чолі з Левком Ковалевським, яка вела бої по маршруту Черкаси-Гребінка-Київ-Фастів-Біла Церква-Сміла-Черкаси. Найбільшими успіхами група відзначилась в районі селища Баришівка, міста Бориспіль, села Мотовилівки та селища Рокитного. В цей час головні сили батальйону вели бої проти загону Трепера в районі Канева. У травні 1919 року батальйон імені Спартака брав участь у придушенні Григор'ївського повстання. Для допомоги були також направлені загони з Полтави, Лохвиці, Пирятина, а пізніше і регулярні війська Червоної армії та Дніпровська військова флотилія. Після розгрому загонів Матвія Григор'єва, 31-го травня Феофана Ільїна було вбито у його рідному селі, а сам батальйон перейменований у Черкаський караульний. Командиром нового формування став Тараненко, також уродженець Яснозір'я, який до цього був заступником Ільїна. Під час боїв 17 серпня 1919 року з денікінцями батальйон перестав існувати. Більша частина військовиків була убита, деякі повернулись по домівках, частина відступила на Київ разом з 11-ими Черкаськими піхотними командирськими курсами.